# Cantonul Braine
Cantonul Braine este un canton din arondismentul Soissons, departamentul Aisne, regiunea Picardia, Franța.

## Comune
- Acy
- Augy
- Bazoches-sur-Vesles
- Blanzy-lès-Fismes
- Braine (reședință)
- Brenelle
- Bruys
- Cerseuil
- Chassemy
- Chéry-Chartreuve
- Ciry-Salsogne
- Courcelles-sur-Vesle
- Couvrelles
- Cys-la-Commune
- Dhuizel
- Glennes
- Jouaignes
- Lesges
- Lhuys
- Limé
- Longueval-Barbonval
- Merval
- Mont-Notre-Dame
- Mont-Saint-Martin
- Paars
- Perles
- Presles-et-Boves
- Quincy-sous-le-Mont
- Révillon
- Saint-Mard
- Saint-Thibaut
- Serches
- Sermoise
- Serval
- Tannières
- Vasseny
- Vauxcéré
- Vauxtin
- Viel-Arcy
- Villers-en-Prayères
- Ville-Savoye